# James Tufts

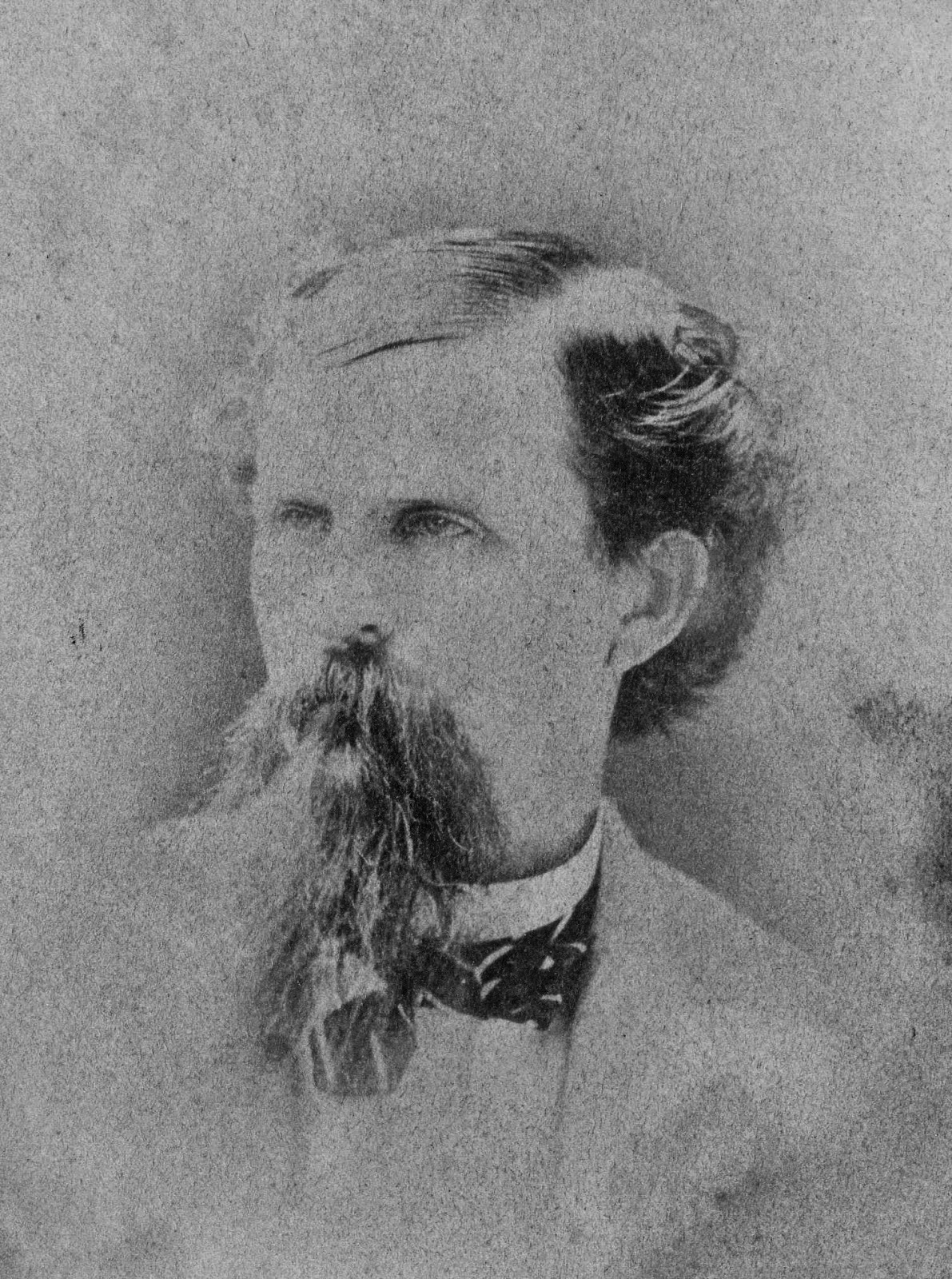
James Tufts

James Tufts (* 19. September 1829 in Charlestown, New Hampshire; † 18. August 1886 (Anm.) in Niobrara, Nebraska) war ein US-amerikanischer Politiker der Republikanischen Partei. Er wurde im Sommer 1868 zum kommissarischen Gouverneur des Montana-Territoriums ernannt und war auch Inspektor für Indianerangelegenheiten (Superintendent of Indian affairs).
Tufts wurde 1829 in New Hampshire geboren und kam 1863 nach Virginia City im heutigen Montana. Zuerst saß er als Repräsentant des Alder-Gulch-Distrikts in der Idaho Territorial Legislature; das Gebiet Montana gehörte damals noch zum Idaho-Territorium. Im Jahr 1864 verließ er die Stadt wieder, um in New York City zu arbeiten, kehrte aber 1867 wieder zurück, um ab dem 28. März 1867 den Posten des Secretary of the Territory of Montana zu bekleiden. Nach dem Rücktritt von Green Clay Smith als Gouverneur des Montana-Territoriums bekleidete Tufts kommissarisch dieses Amt, bis der neue Gouverneur James Mitchell Ashley das Land erreichte. Tufts war noch bis zum 20. April 1869 Secretary of the Territory of Montana und kandidierte anschließend für einen Posten als Delegierter im US-Kongress, erlitt dabei aber eine Niederlage. Er starb am 18. August 1886 in Nebraska.